# كانيلاس (محطة مترو أنفاق مدريد)
كانيلاس (بالإسبانية: Canillas)‏ هي محطة مترو أنفاق في مدريد في إسبانيا، تقع على الخط رقم 4.